# Azuré des anthyllides
Cyaniris semiargus · Demi-argus
Espèce
L’Azuré des anthyllides ou Demi-argus (Cyaniris semiargus) est une espèce paléarctique de lépidoptères de la famille des Lycaenidae et de la sous-famille des Polyommatinae.

## Description

### Imago
L'imago de Cyaniris semiargus est un papillon de petite taille qui présente un net dimorphisme sexuel. 
Le dessus du mâle est bleu-violet foncé bordé d'une marge brun sombre et d'une frange blanche. Celui de la femelle est brun avec une frange blanche, et parfois un léger semis d'écailles bleues. 
Les femelles de la sous-espèce grecque parnassia, et plus encore celles de la sous-espèce helena, présentent en plus une rangée submarginale de taches orange.
Le revers est gris-beige orné d'une rangée postdiscale de points noirs cerclés de blanc, mais dépourvu de dessins marginaux et submarginaux, à l'exception des femelles des sous-espèces parnassia et helena qui présentent la même rangée de taches orange qu'au recto.

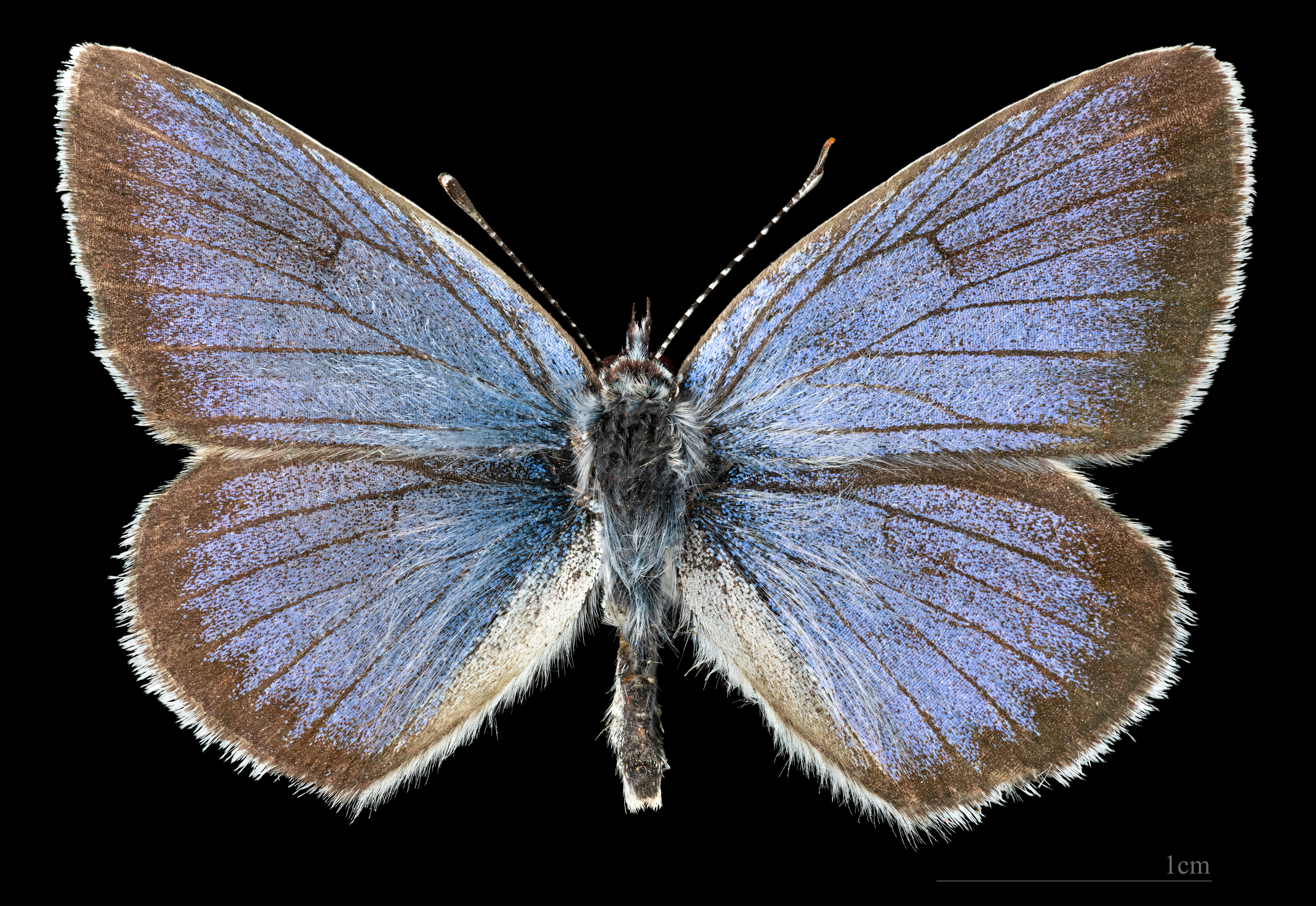
Cyaniris semiargus ♂  MHNT
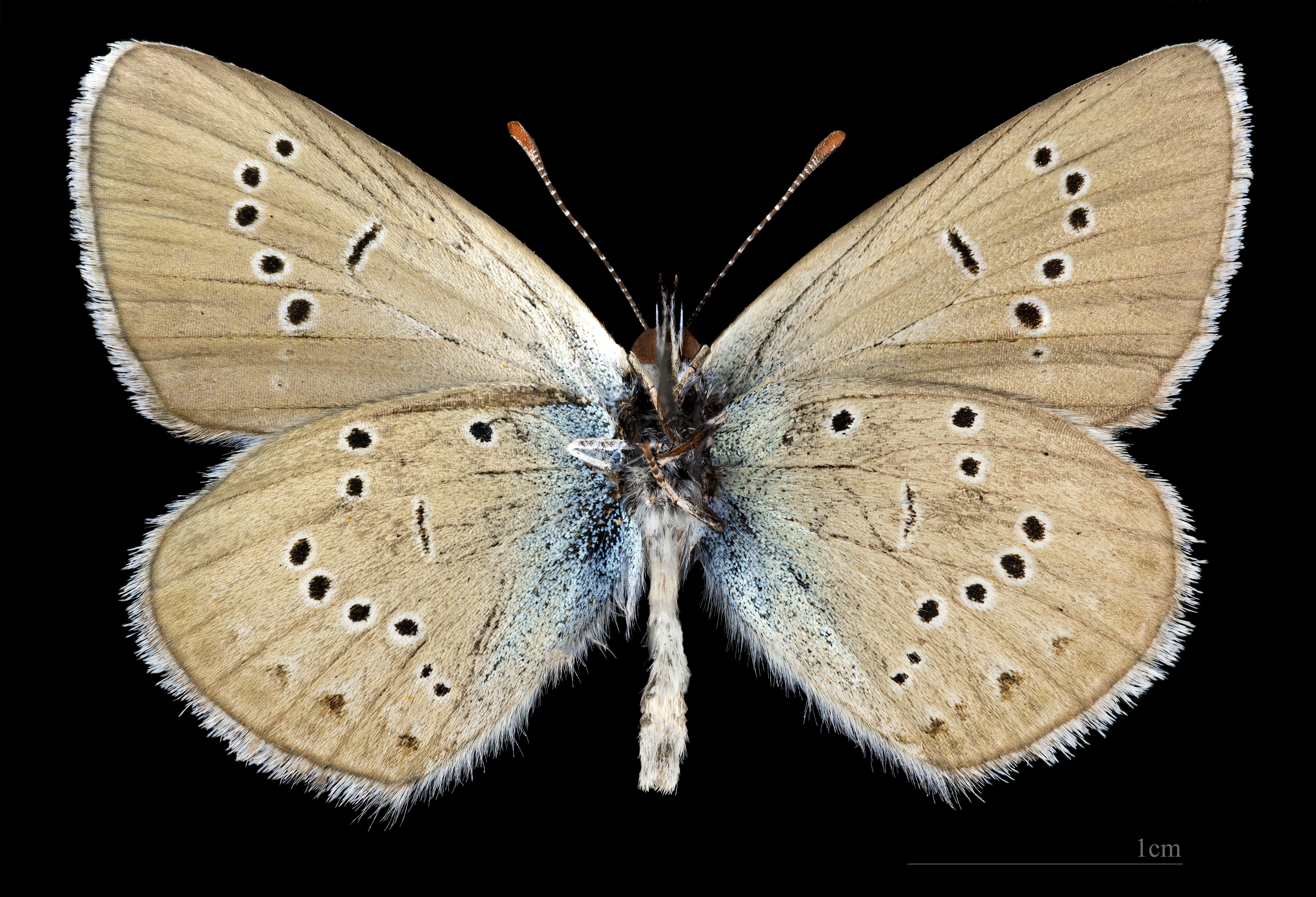
Cyaniris semiargus ♂  △

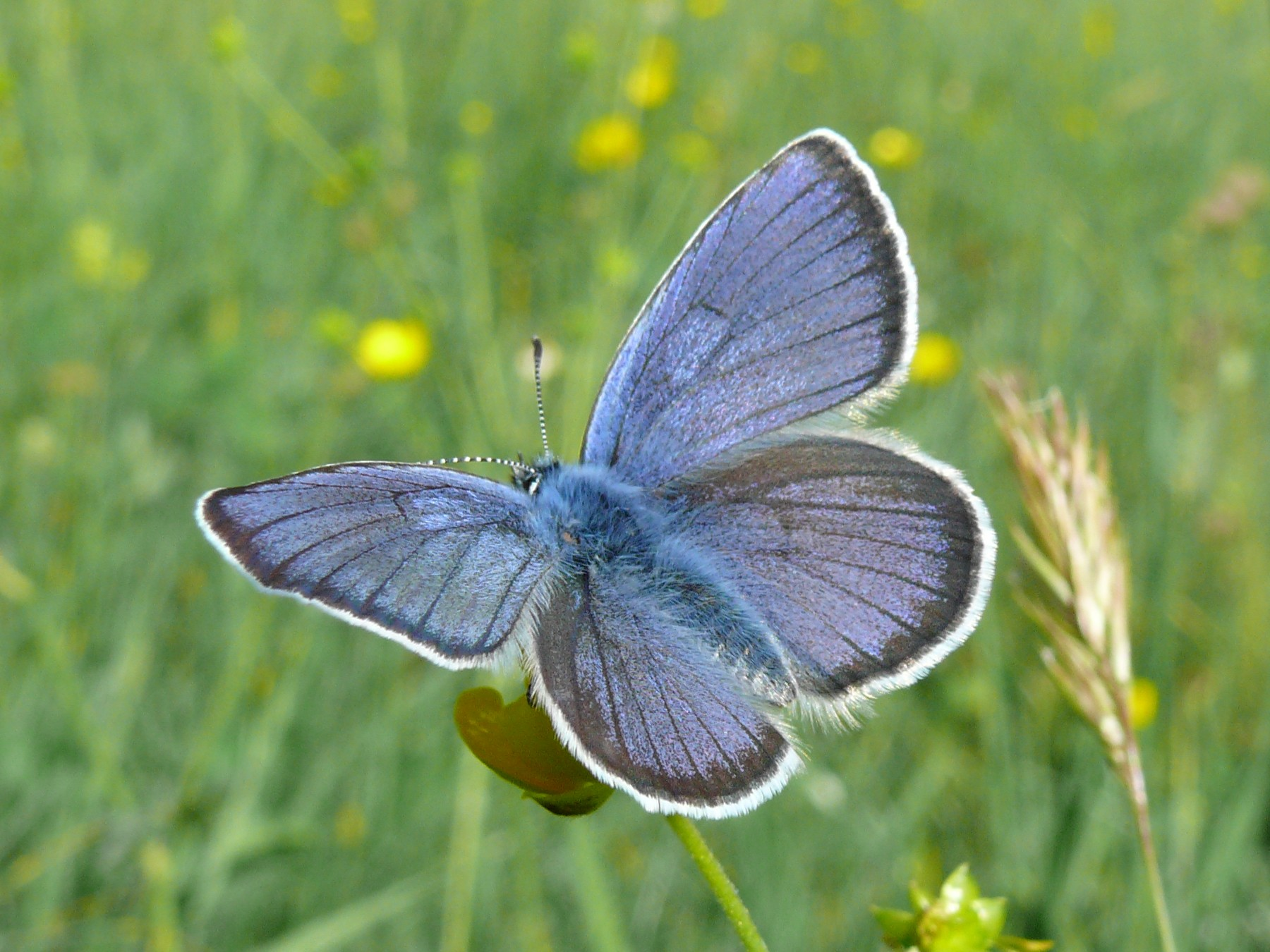
Dessus du mâle.
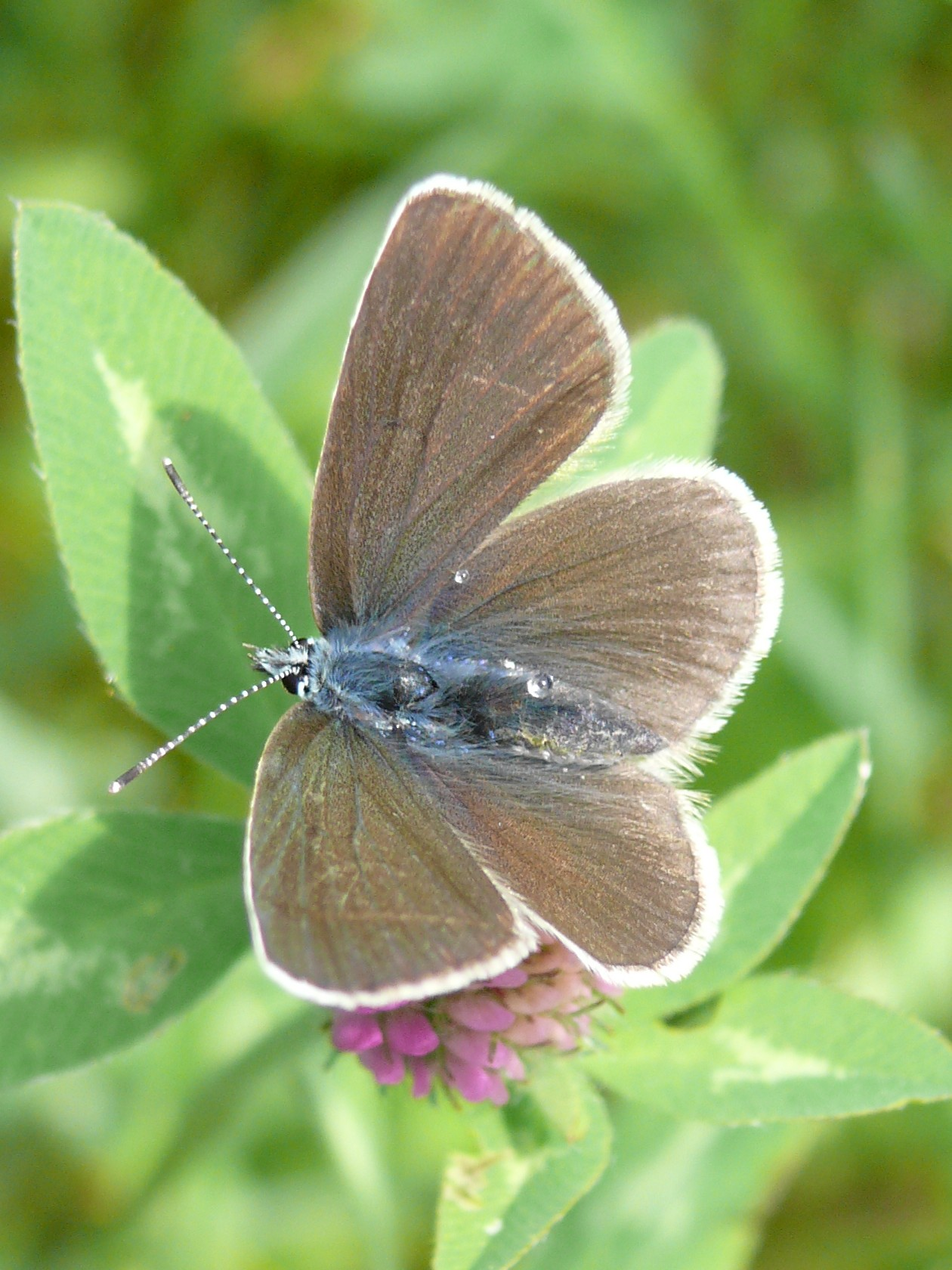
Dessus de la femelle.

### Chenille
La chenille, petite et trapue, possède une tête rétractile noire et un corps vert clair avec une ligne dorsale vert foncé.

## Systématique
L'espèce Cyaniris semiargus a été décrite par l'entomologiste allemand Siegmund Adrian von Rothenburg en 1775, sous le nom initial de Papilio semiargus. La localité type est la Saxe.
Elle est parfois mentionnée dans la littérature sous le nom de Polyommatus semiargus, mais de récentes études de phylogénie moléculaire ont montré que Cyaniris doit bien être considéré comme un genre à part entière.

### Sous-espèces
Selon Funet :
- Cyaniris semiargus semiargus — Europe, Caucase, Sibérie centrale et occidentale, Extrême-Orient
- Cyaniris semiargus amurensis (Tutt, 1909) — Extrême-Orient
- Cyaniris semiargus altaiana (Tutt, 1909) — Extrême-Orient
- Cyaniris semiargus atra (Grum-Grshimailo, 1885) — Asie centrale
- Cyaniris semiargus jiadengyunus Huang & Murayama, 1992 — Altaï
- Cyaniris semiargus maroccana (Lucas, 1920) — Maroc
- Cyaniris semiargus tartessus (Gil-T. et Huertas, 2007) — Sud-Ouest de l'Espagne
- Cyaniris semiargus transiens (Melcon, 1910) — Espagne
- Cyaniris semiargus uralensis (Tutt, 1909) — Oural

Les deux sous-espèces suivantes  :
- Cyaniris semiargus helena (Staudinger, 1862) — Grèce[5]
- Cyaniris semiargus parnassia (Staudinger, 1870)

sont parfois intégrées à l'espèce voisine Cyaniris bellis, répandue en Afrique du Nord et au Moyen-Orient, et dont le statut et les contours sont incertains.

## Noms vernaculaires
- en français : le Demi-argus, l'Azuré des anthyllides, l'Argus violet
- en anglais : Mazarine blue
- en allemand : der Rotklee-Bläuling
- en espagnol : Falsa Limbada

## Biologie

### Période de vol et hivernation
Ce papillon hiverne au stade de chenille. 
Les chenilles et les chrysalides sont soignées par des fourmis du genre Lasius (celles de C. s. helena sont soignées par Campanostrus vagus et Campanostrus aethiops).
Il vole en une génération, d'avril à fin juin.

### Plantes-hôtes
Sa plante-hôte est Trifolium pratense (Trifolium physodes pour C. s. helena). Les chenilles consomment les parties reproductrices (ovaire, graines, fleurs).

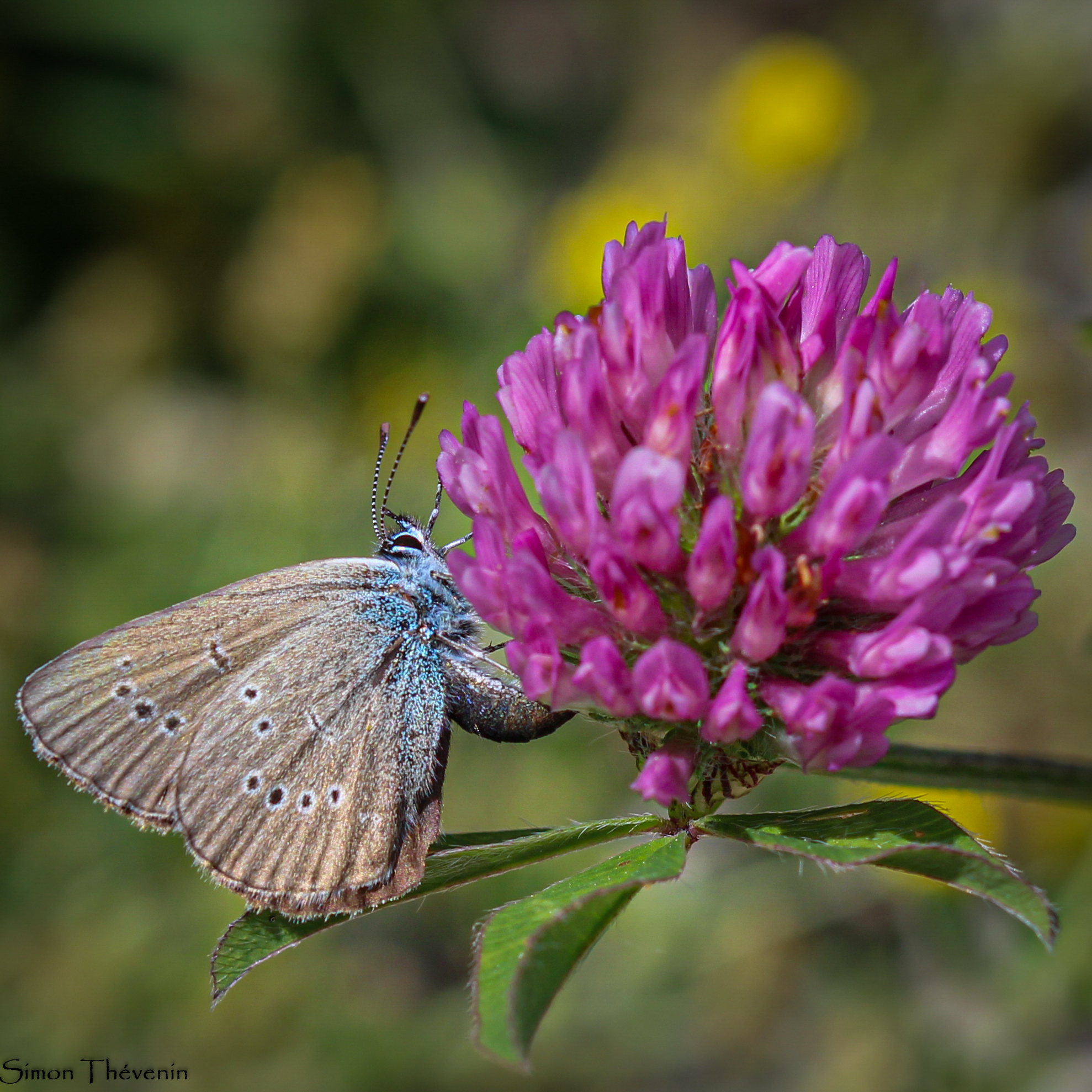
Cyaniris semiargus femelle pondant à la base d'une inflorescence de trèfle

## Distribution et biotopes
Cyaniris semiargus est une espèce paléarctique dont l'aire de répartition couvre l'Europe et l'Asie tempérées,. Elle peut inclure le Maroc, la Turquie et le Moyen-Orient, selon que ces populations sont attribuées ou non à l'espèce voisine Cyaniris bellis.
En France métropolitaine, l'espèce est répandue sur la majeure partie du territoire, mais est plus rare dans le tiers nord-ouest,. Elle est absente de Corse.
Son habitat est constitué de prairies et lieux broussailleux humides où pousse la plante-hôte de sa chenille.

### Statut et protection
En France, la Liste rouge des rhopalocères de France métropolitaine considère Cyaniris semiargus comme une espèce de préoccupation mineure (LC), et il n'a pas de statut de protection particulier au niveau national.